# Miguel Lens Astray
Miguel Lens Astray, (Santiago de Compostela, 1945) es un teniente general español del Ejército del Aire, desde 2009 vicepresidente ejecutivo de la empresa pública y de orientación a la producción militar, Ingeniería y Servicios Aeroespaciales.
El general Lens es piloto de caza y ataque, diplomado de Estado Mayor del Aire, diplomado en Informática Militar y controlador aéreo avanzado. Ha estado destinado en el Ala 14 (Base Aérea de Los Llanos), en el Cuartel General del Mando Aéreo del Centro, en el Estado Mayor del Ejército del Aire, en el Ala 12 (Base Aérea de Torrejón), en el Mando Operativo Aéreo, en el Ala 46 (Base Aérea de Gando) y en el Mando Aéreo de Combate. Fue director del Gabinete Técnico del Ministerio de Defensa desde 2004 a 2009, cuando fue relevado por su hermano, Fernando Lens.
Posee, entre otras, la gran cruz de la Orden de San Hermenegildo y las grandes cruces del Mérito Aeronáutico, del Mérito Militar y del Mérito Naval y del Mérito Civil, esta última a propuesta del Ministro de Exteriores, Miguel Ángel Moratinos.